# 市民
市民（、古代ギリシア語: πολίτης、仏: citoyen、英: citizen、独: Bürger）は、政治的共同体、国政の（主権的な、主体的な）構成員。個々の人間を指す場合と、人間集団をまとめて指す場合とがある。

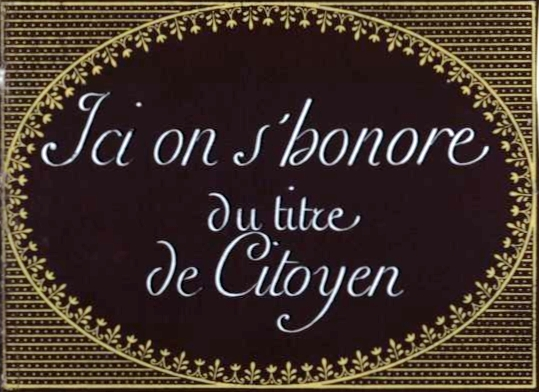
フランス革命後、公的な場所に掲げられたパネルの一例（1799年）。
「Ici on s'honore du titre de citoyen.（ここに、我々は（我々自身を）市民という称号によって称揚する。）」（「我々は、市民という偉大なる存在なのだ！」といったニュアンスのフランス語風の表現。民衆を苦しめ続けてきた王や王族を打倒し処刑することに成功し、自分たちの主体性や主権をついに手に入れた人々の喜び・高揚感・誇らしさが表れている。）

構成員全員が主権者であることが前提となっている議論では、構成員を主権者として見たものである（現代社会の「市民」について述べるときはこの意味合いのことが多い）。市民の語源は、都市である（citizenとcityは同語源である）。
市民に似た概念として国民があるが、両者の違いは、「市民」がその理想とするところの社会、共同体の政治的主体としての構成員を表すのに対して、「国民」は、単にその「国家」の国籍を保持する構成員を表すという点にある。市民と国民は、たまたま相互に置き換え可能な場合もあるが、そうでない場合もある。たとえば、絶対王政国家の場合、国民は全て臣民であり、市民ではない（主権や主体性を奪われてしまっているためである）。また一方で「欧州連合の市民」のように国家とは直接に結びつかないような形の市民権もあり、この場合も「市民」を「国民」と言い換えるのは適切でない。
訳語の「市民」は、福沢諭吉による1867年の『西洋事情外編』や1875年の『文明論之概略』に登場し、フランソワ・ギゾー『ヨーロッパ文明史』(1828年)の英訳にでてくるburgessの訳だと見られている。

## 市民の歴史
古代の共和制都市国家における自由市民
古代ギリシアのπόλις ポリスや、共和制古代ローマにおける男性の自由市民は、政治に参画するとともに、兵士として共同体の防衛義務を果たした。彼らは都市国家の住民として「市民」と呼ばれた。（ラテン語で civitas）
ポリスはしばしば3種の住民に分割され、最高の階級は、参政権を所持している市民である。次に、参政権のない市民、最後に非市民がいた。投票権を持っていたのはたとえば民主制アテナイでも、自由市民のうち成人男性のみであった。また各ポリスはいくつかの部族かデモス（区、胞族と最終的には氏族で順に構成された）から構成された。メトイコイ（在留外国人）と奴隷は、このような組織には入っていなかった。市民権は生まれにより通常決定された。各ポリスは崇拝する守護神、特有の祭儀及び習慣を持っていた。
中世ヨーロッパ都市における富裕な商工業者としての都市住民、ブルジョワ
市民と訳されるブルジョワは、城壁（ブール）に囲まれた都市に住む住民に由来している。
フランス革命以後の政治的主体としての市民、citoyenシトワイヤン
シトワイヤンは階級性を排除した、抽象的な市民概念である。
アンシャン・レジーム（旧体制）では、「第一身分は聖職者、第二身分は貴族、第三身分は市民や農民」とされ、人口の大多数を占める市民や農民が　ないがしろにされ、苦しめられていた。
フランス革命の革命歌であり、市民や農民が、王を打倒するために集い、はるばる南フランスから首都パリへと行進する時にも歌われ、現在のフランス（フランス共和国）の国歌でもある『ラ・マルセイエーズ』のリフレインは次のようなものである。
「武器を取れ 市民らよ
隊列を組め
進もう 進もう!
汚れた血が
我らの畑の畝を満たすまで！ 」
現代フランス人も、子供のころから繰り返しこの歌を誇らしげに歌って成長する。こうして現代フランス人が「シトワイヤン （市民）」という言葉を聞いた時に、真っ先に思い出す概念はこうした文脈の「市民（＝力を合わせ、横暴・残虐な王・王族を倒し、主体性や主権を取り戻し、幸福な共和国を作り、万人の人権を尊重する政治を行い、世界中の人々に手本となるような社会を示す存在）」である。

## 市民権
市民権 (citizenship) は、市民革命を背景にした国や多民族国家では国籍と同義で使われることもあるが、通常は参政権など法的な権利と義務との関わりを指す語である。公民権と呼ばれることもある。
国籍と区別して用いられる場合は、その所属する国家内における市民たる資格を意味し、国籍が他国との関係で問題になるのに対し、市民権は国内問題として扱われる。国内で市民権を持つ者と持たない者を区別する場合は、参政権が完全である者か否かで区別することが多い。日本は参政権の有無で国民（市民）を分ける法制を採っていないが、憲法第10条と国籍法に「日本国民たる要件」があるように、国籍と国民（市民）であることは不可分の関係にある。ただし、法律用語として市民権という言葉は定義されない。日本国憲法において人権の享有主体は日本国民とされているが、マクリーン事件などの判例では権利の性質上日本国民のみを対象としていると解される権利以外は、我が国に在留する外国人にも等しく基本的人権の保障は及ぶと解されている。
比喩表現として、世間からの公認を比喩的に「市民権」と呼び、特殊または希少な物が広く容認されて一般化することを「市民権を得る」というように使用される。

## コスモポリタン（世界市民、地球市民）
シノペのディオゲネスは、既存の国家（ポリス）を超越した世界政府を構想した。その世界政府の国民がコスモポリタンである。この思想はストア派を介して近代にも受け継がれた。イマヌエル・カントは歴史の終極としての世界政府の理念を論じ、その現実的な不可能性を認めはするものの、現実に有効な法としての世界市民法の可能性を論じた。彼の世界市民法の具体的な内容は、世界市民として現状の各国の市民（国民の意）は相互に訪問権を認められるべきであるといったものである。

## 名誉市民

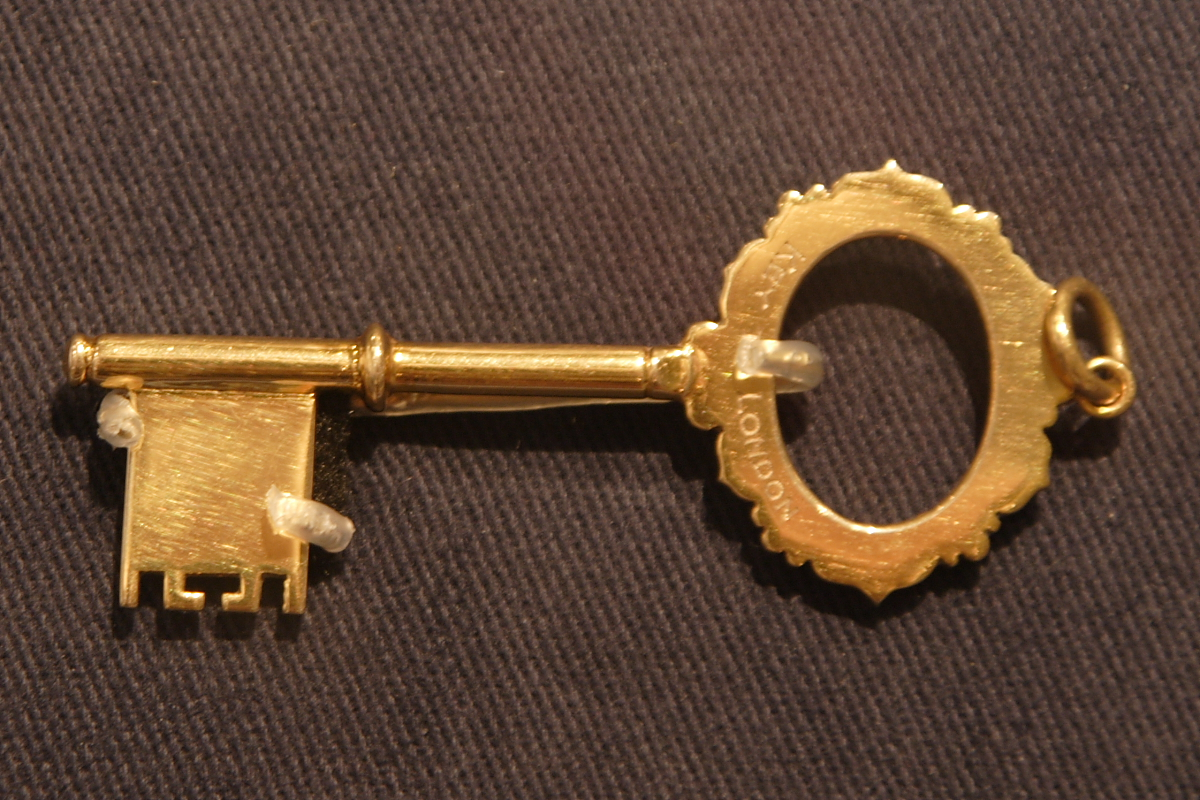
シティ・オブ・ロンドンの鍵。チャールズ・リンドバーグに贈呈された物。

共同体が、その共同体に対し功績のある人物や、出身の著名人などを、名誉市民とすることがある。多くの場合は、それ自体に市民権が付随するわけではない名誉称号である。
自治城郭都市の伝統から、城門の鍵になぞらえたイミテーションが友好の印として贈呈されることも、欧米ではよく行われる。
共同体が市でない場合は、名誉町民、名誉村民、名誉区民、名誉都民、名誉道民、名誉府民、名誉県民などと呼ぶこともある。

## 市民参加
市民参加（しみんさんか）とは、市民が市町村の行政施策に関して意見を述べ提案することにより、行政施策の推進にかかわることを指し、一般には地方自治体の政策決定やNPO活動に際し市民参加が行われているが、この場合の市民は目的性をもった市民活動の集団や個人の総体として、用いられている。
地方自治体の基本構想や環境基本計画、都市計画マスタープランなどの重要な施策を決定するときに市民の意見を聴くことや、行政施策において市政提案公募制度、パブリックコメント、パブリックインボルブメント等により合意形成をもって公共事業に反映させることを市民参加条例などで制度化している自治体も増加している。

## 言葉のニュアンス
社会の政治的主権者としての「市民」の定義は様々であるが、以下のようなニュアンスを含んでいると解釈されることが多い。
自立性
市民は、匿名的な大衆の一部としてではなく、顕出した個々人として自主独立の気概を持ちつつ、自律的に活動する。
公共性
市民は、自らが市民社会における主権者であることを自覚して、社会的な権利と義務を遂行するとともに、一般意思の実現のために行動する。
能動性
市民は、受動的ではなく能動的に、自ら積極的に社会へと働きかけ、状況参加する存在である。